# Thalictrum punduanum
Thalictrum punduanum är en ranunkelväxtart som beskrevs av Nathaniel Wallich. Thalictrum punduanum ingår i släktet rutor, och familjen ranunkelväxter. Utöver nominatformen finns också underarten T. p. glandulosum.